# If You Lose It
If You Lose It är Last Days of Aprils femte studioalbum, utgivet 2004.

## Låtlista
1. "It's on Everything" - 2:32
2. "Been Here All Time" - 3:11
3. "Tears on Hold" - 4:18
4. "If You" - 3:05
5. "Me the Plague" - 3:06
6. "Your Anyone" - 4:00
7. "Want to Go" - 3:44
8. "Fo for Two" - 2:52
9. "Live the End" - 4:15
10. "Fast, So Fast" - 3:16

## Singlar

### It's on Everything
Skivan utgavs som CD på Bad Taste Records den 8 mars 2004.
1. "It's on Everything"
2. "Fallen Star" (Hard-Ons)
3. "It's on Everything" (demo)

## Medverkande musiker
Siffrorna inom parentes indikerar låtnummer.
- Karl Larsson - sång, gitarr
- Mathias Oldén - bas (1-5,8-9), synth (8, 10)
- Mattias Friberg - gitarr (2-3, 6-7), piano (10)
- Pelle Gunnerfeldt - bas (7)
- Per Nordmark - percussion, "an extra snare" (10)

## Mottagande
I Sverige fick skivan ett mycket blandat mottagande och snittar på 2,7/5 på Kritiker.se, baserat på fem recensioner. Bland de positiva recensionerna märks Muzic.se (4/5)och Nöjesguiden (4/6). Bland de negativa återfinns Helsingborgs Dagblad, som gav skivan 1/5. Recensenten skrev "Deras nya skiva låter rockigt, luktar replokal, är alldeles poänglös och förlegad".
Allmusic.com gav skivan 4/5.